# 2013년 LG 트윈스 시즌
2013년 LG 트윈스 시즌은 LG 트윈스가 KBO 리그에 참가한 24번째 시즌으로, MBC 청룡 시절까지 합하면 32번째 시즌이다. 김기태 감독이 팀을 이끈 2번째 시즌이며, 이병규 (1974년)가 주장을 맡았다. 팀은 9팀 중 정규시즌 2위에 오르며 2002년 이후 11년 만에 5할 승률 달성 및 포스트시즌에 진출에 성공했다. 그러나 플레이오프에서 두산 베어스에게 1승 3패로 패배해 탈락함에 따라 최종 순위는 3위가 되었다.

## 코치
- 조계현, 김무관, 김인호, 장광호, 차명석, 최태원, 강상수, 류지현

## 타이틀
- 월드 베이스볼 클래식 국가대표: 류지현(코치), 유원상, 이진영
- KBO 골든글러브: 박용택 (외야수), 이병규 (1974년) (지명타자)
- KBO 페어플레이상: 박용택
- 플레이어스 초이스 어워드 모범선수상: 임재철
- 일구상 의지노력상: 이동현
- 일구상 프로지도자상: 차명석
- 조아제약 프로야구대상 최고타자상: 이병규 (1974년)
- 조아제약 프로야구대상 프로코치상: 차명석
- 스포츠서울 올해의 기록상: 이병규 (1974년)
- 스포츠서울 올해의 프런트상: 백순길
- 스포츠서울 6월 MVP: 봉중근
- ADT캡스 수비상: 이진영 (우익수)
- 카스포인트 어워즈 투수 1위: 봉중근
- 카스포인트 어워즈 카스모멘트 Best: 김용의
- 마이데일리 선정 역대 FA 몸값 총액 포지션 베스트: 정성훈 (3루수)
- 포브스 구단가치 평가 1위: LG 트윈스 (1255억)
- 한일 프로야구 레전드 슈퍼게임 올스타: 최태원 (내야수)
- 포지션별 최고 연봉 선수: 이병규(1974년) (외야수), 이진영 (외야수)
- 올스타 선발: 리즈 (선발투수), 봉중근 (구원투수), 현재윤 (포수), 김용의 (1루수), 손주인 (2루수), 오지환 (유격수), 정성훈 (3루수), 이병규 (1974년) (외야수 1위), 박용택 (외야수 2위), 정의윤 (외야수 3위), 이진영 (지명타자)
- 올스타 인기상: 봉중근
- 올스타전 우수타자상: 김용의
- 컴투스프로야구2022 타이틀홀더 라인업: 정성훈 (3루수)
- 컴투스프로야구 시그니처 카드: 우규민, 임찬규, 이동현, 봉중근, 오지환, 정성훈, 이진영, 이대형
- 컴투스프로야구 선정 꽃미남 구단: 이대형
- 컴투스프로야구 선정 2016년이 기대되는 군제대 선수: 임찬규
- 수비 WAR: 오지환 (2.70)
- 3루타: 오지환 (8)
- 희생타: 손주인 (20)
- 타율: 이병규 (1974년) (0.349)
- 선발등판: 리즈 (32)
- 완봉: 리즈, 우규민 (1)
- 이닝: 리즈 (202.2)
- 승률: 류제국 (0.857)
- 상대한 타자 수: 리즈 (837)
- 탈삼진: 리즈 (188)
- 득점권타율: 이병규 (1974년) (0.426)
- 투구 수: 리즈 (3214)
- 피안타율: 리즈 (0.215)
- 구원승: 봉중근 (8)
- 터프세이브: 봉중근 (9)
- 어시스트: 오지환 (408)
- WPa: 이진영 (4월 26일 롯데전, 0.800)

### 퓨처스리그
- 퓨처스 올스타전 감투상: 송윤준
- 퓨처스 올스타: 송윤준, 이성진, 최영진, 이천웅
- 홈런: 최승준 (19)
- 출장(투수): 이희성 (56)
- 홀드: 이희성 (15)
- 북부리그 사구: 김동영 (12)

## 선수단
- 선발투수: 리즈, 우규민, 류제국, 신정락, 신재웅, 주키치
- 구원투수: 이동현, 임정우, 정현욱, 김선규, 류택현, 김기표, 이상열, 정찬헌, 최성훈, 유원상
- 마무리투수: 봉중근, 임찬규, 김효남, 송윤준
- 포수: 현재윤, 윤요섭, 최경철, 김재민, 조윤준
- 1루수: 김용의, 이병규 (1983년), 문선재, 최영진
- 2루수: 손주인, 서동욱, 김지성
- 유격수: 오지환
- 3루수: 정성훈, 권용관
- 좌익수: 정의윤, 정주현
- 중견수: 박용택, 이대형
- 우익수: 이진영, 양영동, 임도현
- 지명타자: 이병규 (1974년), 최동수, 이천웅, 최승준

## 여담
- 홈구장인 서울종합운동장 야구장의 포수석 뒤 홈플레이트 뒷부분 및 파울 존 부근 워닝트랙에 인조 잔디를 적용했다.
- 오지환은 수비 WAR 2.70으로 KBO 리그 역대 단일 시즌 최고 수비 WAR을 기록했다.
- 봉중근은 터프세이브 9개로 2013년 이후 KBO 리그 역대 단일 시즌 최다 터프세이브 기록을 세웠다.
- 리즈는 포심 2076구를 던져 2013년 이후 KBO 리그 역대 단일 시즌 최다 기록을 세웠다.
- 우규민은 이 시즌 2013년 이후 KBO 리그에서 규정 이닝을 채운 투수 중 단일 시즌 초구 헛스윙 유도 비율이 가장 낮았다.
- 정의윤은 도루기회 87회로 이 시즌 2013년 이후 규정 타석 충족 타자 중 도루기회가 가장 적었던 선수였다.
- 이병규 (1974년)와 정성훈은 단일 시즌 번트 타율 1.000을 달성했다.
- 손주인은 이 시즌 총 22번의 번트를 댔는데 이 중 단 한 번도 안타를 만들지는 못했다.
- 오지환은 수비이닝 1007.2이닝으로 2013년 이후 구단 사상 최초로 단일 시즌 수비이닝 1000이닝을 달성했다.
- 임도현은 이 시즌을 끝으로 은퇴하여 2013년 이후 KBO 리그 외야수 중 통산 최저 수비율(0)을 기록했다.
- 최동수는 만 40세 때부터의 통산 대타 OPS 0.000으로 KBO 리그 40대 타자 통산 최저 기록을 세웠다.
- 리즈는 2013년 이후 유일하게 홈경기 등판만으로도 규정 이닝을 채운 투수다.
- 최동수는 이 시즌을 끝으로 은퇴하여 3000타석 이상 소화한 대졸 선수 중 통산 최저 WAR(3.43)을 기록했다.
- 리즈는 이 시즌을 끝으로 KBO 리그를 떠나 KBO 리그 외국인 투수 통산 포스트시즌 최저 피OPS(0.157) 기록을 세웠다.